# 1849년 주화법
1849년 주화법(영어: Coinage Act of 1849)은 캘리포니아 골드 러시 동안 미국 의회에서 통과된 법으로, 증가된 금 공급에 대응하여 미국 조폐국이 두 가지 새로운 금화, 즉 작은 금화 1달러와 20달러 상당의 큰 더블 이글을 생산하도록 승인했다. 이 법은 또한 금화 주조 시 허용되는 오차를 정의했다.

## 입법 과정
하원 법안 제746호는 1849년 1월 25일 제임스 아이버 맥케이가 제출했다. 1849년 2월 20일, 이 법안은 미국 하원 세입 위원회에 의해 보고되었고 하원에서 토론되었다. 이 법안은 같은 날 하원을 통과하여 상원에서 심의되었다. 1849년 3월 3일, 이 법안은 미국 상원 재무 위원회에 의해 보고되었고 상원에서 토론되었다. 이 법안은 같은 날 상원을 통과하고 수정안과 함께 하원으로 다시 보내져 심의되었다. 하원은 수정안에 동의했고 법안은 제임스 K. 포크 대통령에 의해 서명되어 법으로 제정되었다.

## 같이 보기
- 1792년 화폐법
- 1834년 주화법
- 1853년 주화법
- 1857년 주화법
- 1864년 주화법
- 1873년 주화법
- 1965년 주화법